# Carles Moyà Llompart
Carles Moyà i Llompart (Palma, 27 d'agost de 1976) és un ex-tennista professional mallorquí. Fou el primer tennista espanyol en arribar al número 1 del rànquing ATP individual. Va guanyar un títol de Grand Slam (Roland Garros 1998) i una Copa Davis amb l'equip espanyol l'any 2004.

## Biografia
Va mantenir una relació sentimental amb la presentadora i model Patricia Conde i també amb la tennista italiana Flavia Pennetta. Poc després va iniciar una relació amb la presentadora i actriu Carolina Cerezuela, amb qui es va casar el 7 de juliol de 2011 a Llucmajor i viuen a Palma. La parella té tres fills: Carla (2010), Carlos (2012) i Daniela (2014).

## Torneigs de Grand Slam

### Individual: 2 (1−1)
| Resultat  | Núm. | Any  | Torneig          | Oponent       | Marcador      |
| --------- | ---- | ---- | ---------------- | ------------- | ------------- |
| Finalista | 1.   | 1997 | Open d'Austràlia | Pete Sampras  | 2–6, 3–6, 3–6 |
| Guanyador | 1.   | 1998 | Roland Garros    | Àlex Corretja | 6–3, 7–5, 6–3 |

## Carrera esportiva
Va començar a jugar a tennis amb sis anys amb els seus pares. Va esdevenir professional l'any 1995 i va guanyar el primer títol individual l'any següent a Buenos Aires.
Moyà va disputar la primera final de Grand Slam el 1997 a l'Open d'Austràlia derrotant diversos caps de sèrie però va perdre en la final davant el número 1 Pete Sampras. L'any següent va tornar a disputar una final de Grand Slam al Roland Garros, però en aquesta ocasió es va poder imposar superant el català Àlex Corretja. Aquest any també va guanyar el primer títol Masters a Montecarlo i va disputar les semifinals del US Open. A final de temporada va disputar la final del Tennis Masters Cup, derrotat per Corretja en cinc sets.
Després de ser finalista a Indian Wells a principis de 1999, Moyà va escalar fins al número 1 del rànquing individual. Va mantenir aquesta posició només dues setmanes. Degut a una important lesió d'esquena, es va perdre molts torneigs a final de temporada i principis de 2000. Ja recuperat va guanyar els títols d'Estoril i Umag. La temporada 2002 va ser molt positiva, ja que va disputar sis finals, de les quals en va guanyar quatre. Entre ells destaquen els torneigs Masters, on va ser finalista a Montecarlo i es va impostar a Cincinnati. El 2003 va guanyar tres torneigs més sobre terra batuda i durant tot l'any va ajudar l'equip espanyol de Copa Davis per classificar-se per la final amb sis victòries i cap derrota. En la final va guanyar un dels partits sobre pista de gespa però l'equip australià va imposar-se finalment per 4 a 1. L'equip espanyol va refer-se amb la victòria en la final de Copa Davis de l'any següent davant els Estats Units. En el 2004, Moyà va guanyar el seu tercer Masters a Roma.
A principis de 2005 va guanyar el torneig de Chennai i va donar el premi a les víctimes del Tsunami de l'oceà Índic del 2004. Després d'uns anys amb resultats força negatius, el 2007 va millorar el seu rendiment i va tornar a entrar al Top 20 del rànquing individual. Aquesta temporada va guanyar el seu darrer títol individual a Umag. Durant el 2008 va disputar dues finals de torneigs menors però degut als mals resultats, a principis de 2009 va anunciar una retirada indefinida per poder recuperar-se de les lesions als tendons i dolors al maluc. Va retornar al circuit a l'inici de la temporada 2010 però no va aconseguir millorar el seu rendiment i a final d'any va anunciar la seva retirada definitiva. En el seu honor es va fer una cerimònia especial durant la celebració de l'ATP World Tour Finals celebrat a Londres.
Milos Raonic va anunciar que Carles Moyà serà a partir d'ara el seu entrenador.

## Palmarès: 21 (20−1)

### Individual: 44 (20−24)
| Llegenda (pre/post 2009)                                 |
| -------------------------------------------------------- |
| Grand Slams (1−1)                                        |
| Tennis Masters Cup / ATP Finals (0−1)                    |
| ATP Masters Series / ATP World Tour Masters 1000 (3−3)   |
| ATP International Series Gold / ATP World Tour 500 (3−4) |
| ATP International Series / ATP World Tour 250 (13−15)    |

| Títols per superfície |
| --------------------- |
| Dura (4−12)           |
| Gespa (0−0)           |
| Terra batuda (16−2)   |

| Resultat  | Núm. | Data                   | Torneig                               | Superfície   | Oponent en la final | Marcador                     |
| --------- | ---- | ---------------------- | ------------------------------------- | ------------ | ------------------- | ---------------------------- |
| Guanyador | 1.   | 6 de novembre de 1995  | Buenos Aires, Argentina               | Terra batuda | Félix Mantilla      | 6−0, 6−3                     |
| Finalista | 1.   | 6 de maig de 1996      | Múnic, Alemanya                       | Terra batuda | Sláva Doseděl       | 4−6, 6−4, 3−6                |
| Guanyador | 2.   | 12 d'agost de 1996     | Umag, Croàcia                         | Terra batuda | Félix Mantilla      | 6−0, 7−6(4)                  |
| Finalista | 2.   | 16 de setembre de 1996 | Bucarest, Romania                     | Terra batuda | Alberto Berasategui | 1−6, 6−7(5)                  |
| Finalista | 3.   | 13 de gener de 1997    | Sydney, Austràlia                     | Dura         | Tim Henman          | 3−6, 1−6                     |
| Finalista | 4.   | 27 de gener de 1997    | Open d'Austràlia, Austràlia           | Dura         | Pete Sampras        | 2−6, 3−6, 3−6                |
| Finalista | 5.   | 4 d'agost de 1997      | Amsterdam, Països Baixos              | Terra batuda | Sláva Doseděl       | 6−7(4), 6−7(5), 7−6(4), 2−6  |
| Finalista | 6.   | 18 d'agost de 1997     | Indianapolis, Estats Units            | Dura         | Jonas Björkman      | 3−6, 6−7(3)                  |
| Guanyador | 3.   | 25 d'agost de 1997     | Long Island, Estats Units             | Dura         | Patrick Rafter      | 6−4, 7−6(1)                  |
| Finalista | 7.   | 15 de setembre de 1997 | Bournemouth, Regne Unit               | Dura         | Félix Mantilla      | 2−6, 2−6                     |
| Guanyador | 4.   | 27 d'abril de 1998     | Montecarlo, Mònaco                    | Terra batuda | Cédric Pioline      | 6−3, 6−0, 7−5                |
| Guanyador | 5.   | 25 de maig de 1998     | Roland Garros, França                 | Terra batuda | Àlex Corretja       | 6−3, 7−5, 6−3                |
| Finalista | 8.   | 5 d'octubre de 1998    | Mallorca, Espanya                     | Terra batuda | Gustavo Kuerten     | 7−6(5), 2−6, 3−6             |
| Finalista | 9.   | 30 de novembre de 1998 | ATP Championships, Hannover, Alemanya | Dura         | Àlex Corretja       | 6−3, 6−3, 5−7, 3−6, 5−7      |
| Finalista | 10.  | 8 de març de 1999      | Indian Wells, Estats Units            | Dura         | Mark Philippoussis  | 7−5, 4−6, 4−6, 6−4, 2−6      |
| Guanyador | 6.   | 10 d'abril de 2000     | Estoril, Portugal                     | Terra batuda | Francisco Clavet    | 6−3, 6−2                     |
| Finalista | 11.  | 23 d'abril de 2000     | Tolosa, França                        | Dura (i)     | Àlex Corretja       | 3−6, 2−6                     |
| Finalista | 12.  | 30 d'abril de 2001     | Barcelona, Espanya                    | Terra batuda | Juan Carlos Ferrero | 6−4, 5−7, 6−3, 3−6, 5−7      |
| Guanyador | 7.   | 16 de juliol de 2001   | Umag (2)                              | Terra batuda | Jerome Golmard      | 6−4, 3−6, 7−6(2)             |
| Guanyador | 8.   | 25 de febrer de 2002   | Acapulco, Mèxic                       | Terra batuda | Fernando Meligeni   | 7−6(4), 7−6(4)               |
| Finalista | 13.  | 22 d'abril de 2002     | Montecarlo                            | Terra batuda | Juan Carlos Ferrero | 5−7, 3−6, 4−6                |
| Guanyador | 9.   | 15 de juliol de 2002   | Bastad, Suècia                        | Terra batuda | Younes El Aynaoui   | 6−3, 2−6, 7−5                |
| Guanyador | 10.  | 15 de juliol de 2002   | Umag (3)                              | Terra batuda | David Ferrer        | 6−2, 6−3                     |
| Guanyador | 11.  | 5 d'agost de 2002      | Cincinnati, Estats Units              | Dura         | Lleyton Hewitt      | 7−5, 7−6(5)                  |
| Finalista | 14.  | 30 de setembre de 2002 | Hong Kong, Hong Kong                  | Dura         | Juan Carlos Ferrero | 3−6, 6−1, 6−7(4)             |
| Guanyador | 12.  | 17 de febrer de 2003   | Buenos Aires (2)                      | Terra batuda | Guillermo Coria     | 6−3, 4−6, 6−4                |
| Finalista | 15.  | 31 de març de 2003     | Miami, Estats Units                   | Dura         | Andre Agassi        | 3−6, 3−6                     |
| Guanyador | 13.  | 21 d'abril de 2003     | Barcelona                             | Terra batuda | Marat Safin         | 5−7, 6−2, 6−2, 3−0, retirada |
| Guanyador | 14.  | 21 de juliol de 2003   | Umag (4)                              | Terra batuda | Filippo Volandri    | 6−4, 3−6, 7−5                |
| Finalista | 16.  | 13 d'octubre de 2003   | Viena, Àustria                        | Dura (i)     | Roger Federer       | 3−6, 3−6, 3−6                |
| Guanyador | 15.  | 5 de gener de 2004     | Chennai, Índia                        | Dura         | Paradorn Srichaphan | 6−4, 3−6, 7−6(5)             |
| Finalista | 17.  | 19 de gener de 2004    | Sydney (2)                            | Dura         | Lleyton Hewitt      | 3−4, retirada                |
| Guanyador | 16.  | 1 de març de 2004      | Acapulco (2)                          | Terra batuda | Fernando Verdasco   | 6−3, 6−0                     |
| Guanyador | 17.  | 3 de maig de 2004      | Roma, Itàlia                          | Terra batuda | David Nalbandian    | 6−3, 6−3, 6−1                |
| Finalista | 18.  | 16 de febrer de 2004   | Buenos Aires                          | Terra batuda | Guillermo Coria     | 4−6, 1−6                     |
| Guanyador | 18.  | 9 de gener de 2005     | Chennai (2)                           | Dura         | Paradorn Srichaphan | 3−6, 6−4, 7−(5)              |
| Finalista | 19.  | 1 d'agost de 2005      | Umag                                  | Terra batuda | Guillermo Coria     | 2−6, 6−4, 2−6                |
| Finalista | 20.  | 9 de gener de 2006     | Chennai                               | Dura         | Ivan Ljubičić       | 6−7(6), 2−6                  |
| Guanyador | 19.  | 13 de febrer de 2006   | Buenos Aires (3)                      | Terra batuda | Filippo Volandri    | 7−6(4), 6−4                  |
| Finalista | 21.  | 15 de gener de 2007    | Sydney (3)                            | Dura         | James Blake         | 3−6, 7−5, 1−6                |
| Finalista | 22.  | 5 de març de 2007      | Acapulco                              | Terra batuda | Juan Ignacio Chela  | 3−6, 6−7(2)                  |
| Guanyador | 20.  | 29 de juliol de 2007   | Umag (5)                              | Terra batuda | Andrei Pavel        | 6−4, 6−2                     |
| Finalista | 23.  | 17 de febrer de 2008   | Costa do Sauipe (Brasil)              | Terra batuda | Nicolás Almagro     | 6−7(4), 6−3, 5−7             |
| Finalista | 24.  | 14 de setembre de 2008 | Bucarest (2)                          | Terra batuda | Gilles Simon        | 3−6, 4−6                     |

#### Períodes com a número 1
| Núm. | Precedit per | Dates                   | Succeït per  | Setmanes | Acumulat |
| ---- | ------------ | ----------------------- | ------------ | -------- | -------- |
| 1.   | Pete Sampras | 14/03/1999 − 29/03/1999 | Pete Sampras | 2        | 2        |

### Equips: 2 (1−1)
| Resultat  | Núm. | Data                        | Torneig                          | Superfície       | Equip                                             | Oponents                                                        | Resultat         |
| --------- | ---- | --------------------------- | -------------------------------- | ---------------- | ------------------------------------------------- | --------------------------------------------------------------- | ---------------- |
| Finalista | 1.   | 28 - 30 de novembre de 2003 | Copa Davis, Melbourne, Austràlia | Herba            | Juan Carlos Ferrero Feliciano López Àlex Corretja | Lleyton Hewitt Mark Philippoussis Wayne Arthurs Todd Woodbridge | 1–3 en el global |
| Guanyador | 1.   | 3 - 5 de desembre de 2004   | Copa Davis, Sevilla, Espanya     | Terra batuda (i) | Juan Carlos Ferrero Rafael Nadal Tommy Robredo    | Andy Roddick Mardy Fish Bob Bryan Mike Bryan                    | 3–2 en el global |

## Trajectòria

### Individual
| Open d'Austràlia | 1R | F  | 2R | 1R | A  | QF | 2R | 2R | A  | 1R | 1R | 1R | 1R | 1R  | 1R  | 0 / 13 | 13 – 13 |
| Roland Garros | 2R | 2R | G  | 4R | 1R | 2R | 3R | QF | QF | 4R | 3R | QF | 1R | A   | A   | 1 / 13 | 32 – 12 |
| Wimbledon | 1R | 2R | 2R | 2R | 1R | 2R | A  | A  | 4R | A  | A  | 1R | A  | A   | A   | 0 / 8  | 7 – 8   |
| US Open | 2R | 1R | SF | 2R | 4R | 3R | 2R | 4R | 3R | 2R | 3R | QF | 2R | A   | A   | 0 / 13 | 26 – 13 |
| Tennis Masters Cup | A  | SF | F  | A  | A  | A  | SF | RR | RR | A  | A  | A  | A  | A   | A   | 0 / 5  | 10 – 9  |
| Rànquing a final d'any | 28 | 7  | 5  | 22 | 41 | 19 | 5  | 7  | 5  | 31 | 43 | 17 | 42 | 446 | 516 |        | 88 – 55 |
| Llegenda: G: Guanyador; F: Finalista; SF: Semifinalista; QF: Quarts de final; Q: Qualificació; A: Absent; RR: Round Robin |    |    |    |    |    |    |    |    |    |    |    |    |    |     |     |        |         |